# Montagne aux Ombres
Montagne aux Ombres (en néerlandais : Lommerberg) est une rue bruxelloise de la commune de Woluwe-Saint-Pierre qui va de l'avenue de l'Atlantique à l'avenue Mostinck sur une longueur totale de 220 mètres.